# 片岡神社 (吉田町)
片岡神社（かたおかじんじゃ）は、静岡県榛原郡吉田町に鎮座する神社。旧社格は郷社。

## 祭神
- 底筒男命・中筒男命・表筒男命
- 息長帯毘売命

## 概要
社伝によると、大和国の片岡神社から勧請された古社で、式内社。
仁徳天皇の御代に摂津国の住吉大社から分霊を勧請し、以後、住吉大明神（住吉神社）と称されるようになったが、明治維新後に片岡神社を正式社名とした。
境内に船体「住吉丸」が置かれている。

## 歴史
創建は不詳。正保4年（1647年）に社殿を建て替えた記録が残っている。
1913年（大正2年）、帝室技芸員の伊藤平左衛門の設計により、社殿を萱葺きから瓦葺に改築した。
戦後、幣殿を造営した。

## 摂末社
摂末社・境内関係社は次の通り。
境内社
- 船玉神社
- 星宮神社
- 津島神社・稲荷神社・厳島神社
- 十二神神社・西の宮神社・琴平神社